# KwaZulu
KwaZulu – bantustan dla Zulusów, utworzono w 1977. Stolicą do 1980 było Nongoma, potem przeniesiono ją do Ulundi. Premierem (szefem ministrów) kraju od 1977 do 1994 był Mangosuthu Buthelezi. W 1994 wraz z prowincją Natal utworzył prowincję KwaZulu-Natal.
Obejmował obszar 36 074 km², zamieszkiwało go 5 748 950 ludzi. 

Flaga KwaZulu 1977-1985
Flaga KwaZulu 1985-1994